# هولابرون
شهر هولابرون (به آلمانی: Hollabrunn) شهری در ایالت نیدراسترایش اتریش است که در حدود ۵۰ کیلومتری شمال غرب وین (پایتخت اتریش) قرار دارد. این شهر مرکز منطقهٔ اداری هولابرون است و ۱۲٬۵۱۴ نفر جمعیت دارد. نام هولابرون از ترکیب واژه‌های آلمانی "Holla" (به معنای گودال) و "Brunn" (چشمه) گرفته شده و به موقعیت جغرافیایی آن در نزدیکی یک چشمه اشاره دارد.